# Lignières, Loir-et-Cher

Lignières este o comună în departamentul Loir-et-Cher, Franța. În 1 ianuarie 2022 avea o populație de 409 de locuitori.